# Hamburger Dom (Volksfest)

Das Logo des Hamburger Doms

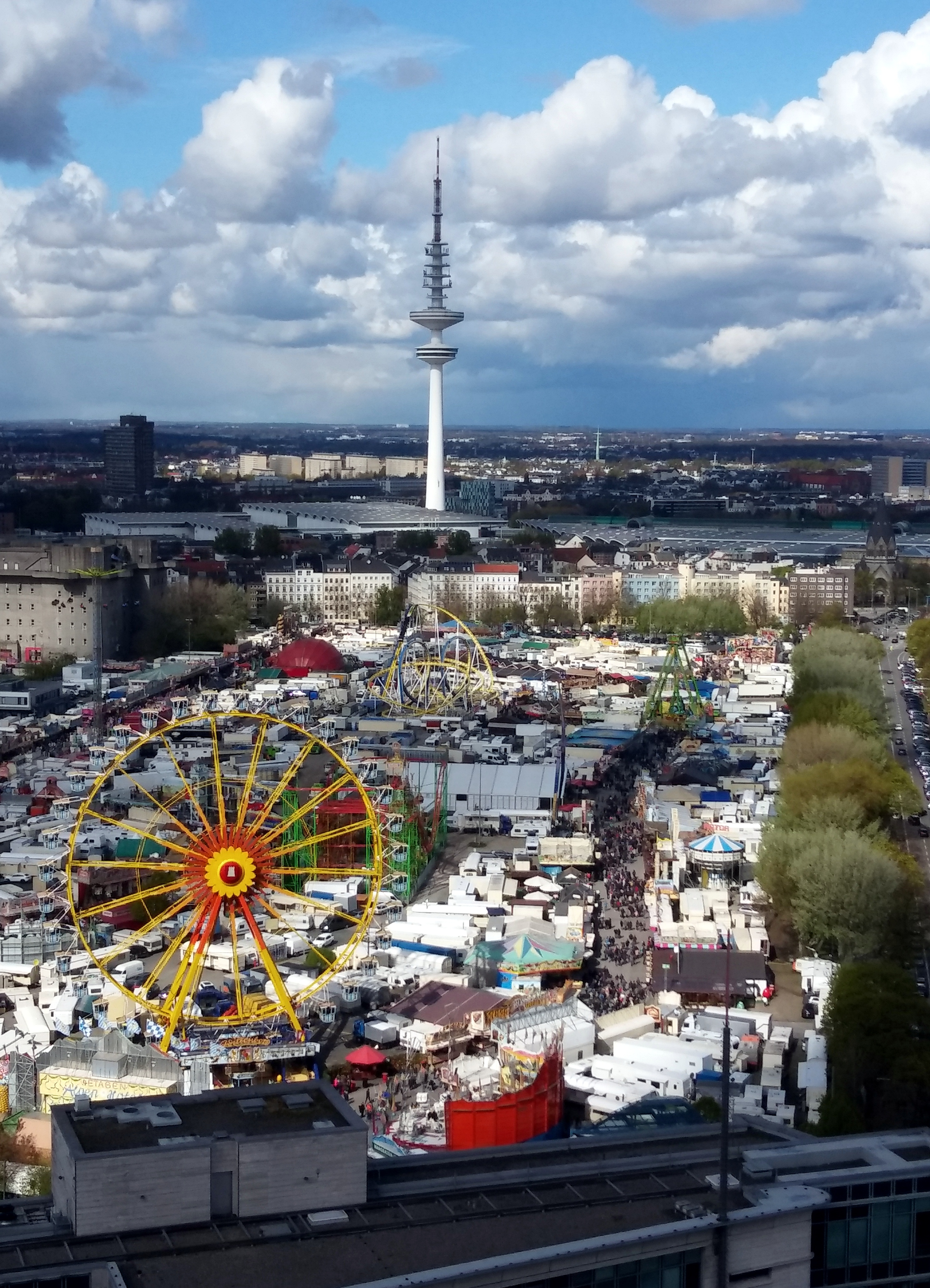
Gesamtansicht Hamburger Dom, April 2017

Der Hamburger Dom ist ein jeweils auf dem Heiligengeistfeld in Hamburg durchgeführtes Volksfest. Jährlich besuchen mehrere Millionen Menschen die Veranstaltung, welche dreimal im Jahr als
- Winterdom (Dom-Markt, Anfang November bis Anfang Dezember)
- Frühlingsdom (Frühlingsfest, Mitte März bis Mitte April)
- Sommerdom (Hummelfest, Ende Juli bis Ende August)

stattfindet.

## Geschichte

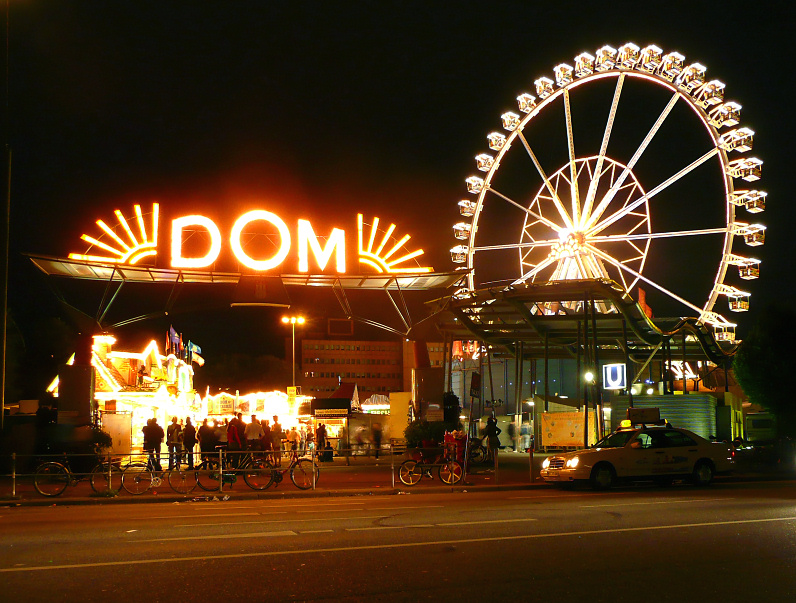
Eingang zum Dom

Erster internationaler Markt auf dem Sommerdom 2014

Der Hamburger Dom hat seinen Ursprung im 11. Jahrhundert: Händler und Handwerker, aber auch Gaukler und Quacksalber suchten im damaligen Hamburger Mariendom am Speersort Schutz vor Wind und Wetter. Burchard Grelle, als Erzbischof des Erzbistums Bremen auch Hamburger Domherr, störte das und so erteilte er den Schaustellern 1334 Hausverbot. Das allerdings nahmen ihm sogar die Kirchgänger übel. Daraufhin gestattete Erzbischof Burchard 1337 ausdrücklich die Anwesenheit der Händler im Dom, jedoch nur bei „Hamburger Schietwetter“. Und so blieb der Markt im Dom, bis der Bau 1804 abgerissen wurde.
Danach zogen die Händler und Schausteller ohne festen Standort durch die Hamburger Stadtteile und verteilten sich auf die Marktplätze der Stadt: den Gänsemarkt, den Pferdemarkt, den Zeughausmarkt und schließlich den Großneumarkt. Den Marktleuten wurde erst 1893 ein neuer Platz zugeteilt: das Heiligengeistfeld, wo der Hamburger Dom auch heute noch zu finden ist.
Zum ursprünglichen Winterdom (Dom-Markt) gesellten sich nach dem Zweiten Weltkrieg 1947 der Sommerdom („Hummelfest“) und 1948 der Frühjahrsdom (in der Nachfolge des früheren Lämmermarktes). Der Hamburger Dom ist mit seinen drei jeweils vier Wochen dauernden Veranstaltungen (Frühling, Sommer und Winter) das größte Volksfest Norddeutschlands und das längste Volksfest Deutschlands.
Auf dem Sommerdom 2014 gab es erstmals einen internationalen Markt nach dem Motto „In einem Tag um die Welt und der Sommerdom machts möglich“. Neben landestypischen Spezialitäten und Köstlichkeiten wird ein Unterhaltungsprogramm geboten.
Wegen der Covid-19-Pandemie und mit Blick auf das Infektionsgeschehen in Hamburg wurden alle drei Veranstaltungen 2020 und auch der Frühlingsdom 2021 abgesagt. Der Sommerdom und der Winterdom 2021 wurden mit Hygienekonzepten durchgeführt.

## Heute
Über 260 Schausteller und 110 Gastronomiebetriebe befinden sich bei jedem Dom auf dem etwa 160.000 m² großen Festgelände. Zeitweise gab es steigendes Interesse: Waren es 2007 rund 7,5 Millionen Besucher, wuchs die Nachfrage 2008 auf 9 Millionen und 2009 auf 10,8 Millionen. Dieser Trend hat sich in den letzten Jahren aber nicht mehr fortgesetzt, so gab es 2014 etwa 10,1 Millionen Besucher und damit eine Million weniger als 2013. Die Besucher des Volksfestes erwartet eine bunte Mischung aus Kinderkarussells, Losbuden, Imbiss- und Schankbetrieben, Süßwarenanbietern und modernen, schnellen Fahrgeschäften. Besondere Attraktionen sind die regelmäßigen Feuerwerke jeweils freitags um 22:30 Uhr und die speziellen Themen-Events auf der ca. 2500 m² großen Sonderveranstaltungsfläche.

## Organisation
Veranstalter des Volksfestes ist die Stadt Hamburg mit ihrer Behörde für Wirtschaft und Innovation. Der hier ansässige Fachbereich des Dom-Referats bewirtschaftet das Heiligengeistfeld und ist für die Organisation der Dom-Veranstaltung zuständig. Für jedes Geschäft und für jede Veranstaltung muss sich jeweils bis Mitte August des Vorjahres neu beworben werden. Die Vergabe wird hinsichtlich Konzept und Attraktivität entschieden und ist gegliedert in die Geschäftsbereiche: Bäckereigeschäfte, Bauchläden, Fahrgeschäfte, Imbissgeschäfte, Kinderfahrgeschäfte, Schankgeschäfte, Schau- und Belustigungsgeschäfte, Schießgeschäfte, Spielgeschäfte, Süßwarengeschäfte, Verkaufsgeschäfte und Nostalgiegeschäfte.
Die Interessen der Domkaufleute werden durch den „Landesverband des Ambulanten Gewerbes und der Schausteller Hamburg“ und den „Schaustellerverband Hamburg“ vertreten.

## Öffnungszeiten
Montag bis Donnerstag 15:00 Uhr bis 23:00 Uhr, Freitag und Sonnabend 15:00 Uhr bis 24:00 Uhr, Sonntag 14:00 Uhr bis 23:00 Uhr.
Am Karfreitag ist der Dom geschlossen. In den Sommermonaten verlängern sich die Öffnungszeiten an den Wochenenden jeweils um 30 Minuten (Freitag und Sonnabend bis 00:30 Uhr).

## Verkehrsanbindung
Der Hamburger Dom ist günstig zu erreichen, beispielsweise über die Hamburger U-Bahn-Linie 3 an den Stationen St. Pauli oder Feldstraße, die sich beide direkt an einem der Eingänge zum Volksfest befinden. Ebenso mit der U-Bahn-Linie 2, Haltestelle Messehallen. Als Busse können die Linien Metrobus 3 und Metrobus 17, Nachtbus 602 (bis Haltestelle U Feldstraße) und Metrobus 16, Bus 112, Nachtbusse 601, 607, 608, 609, 610, 688 (bis Haltestelle U St.Pauli) genutzt werden.

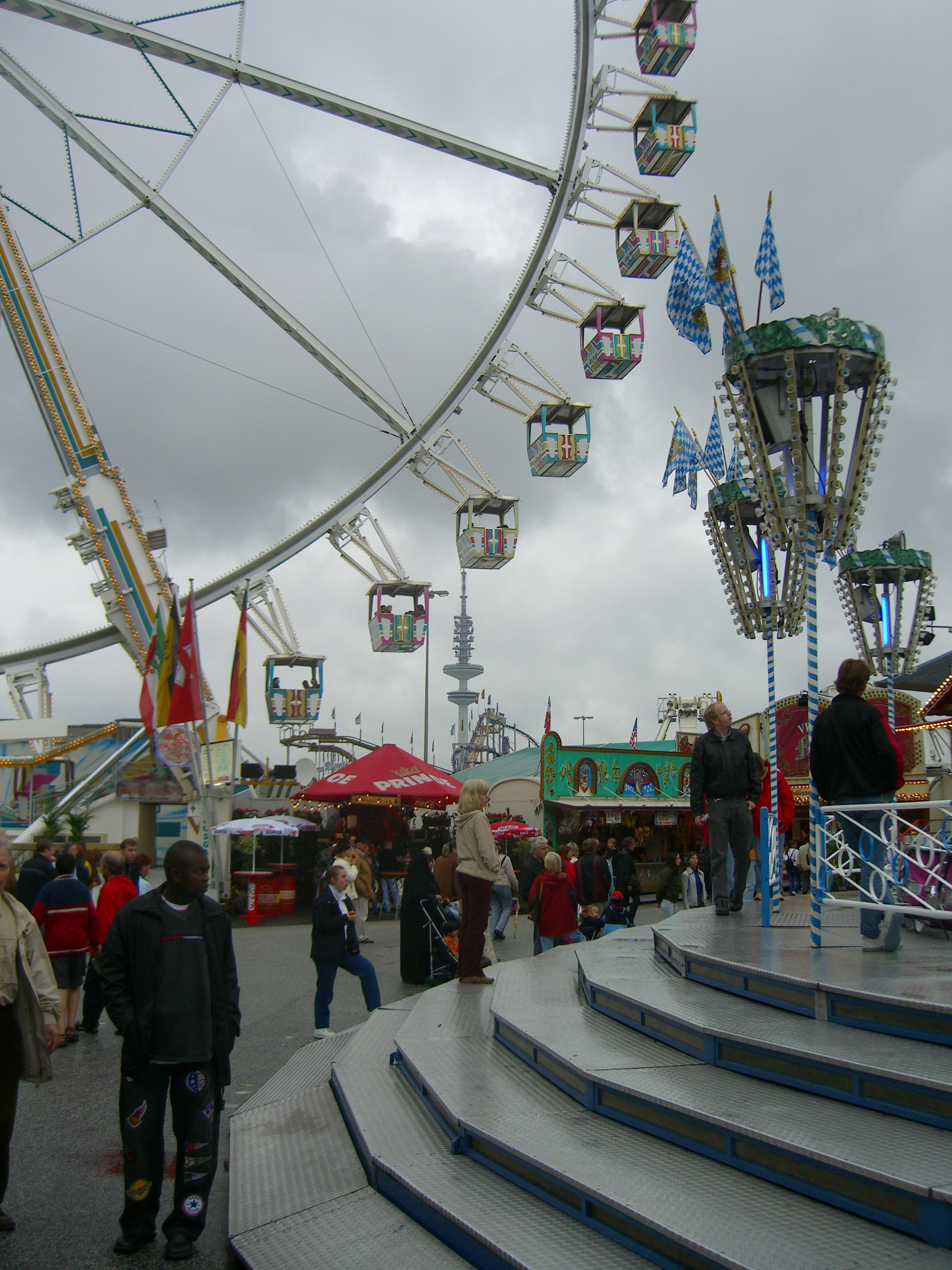
Hamburger Dom
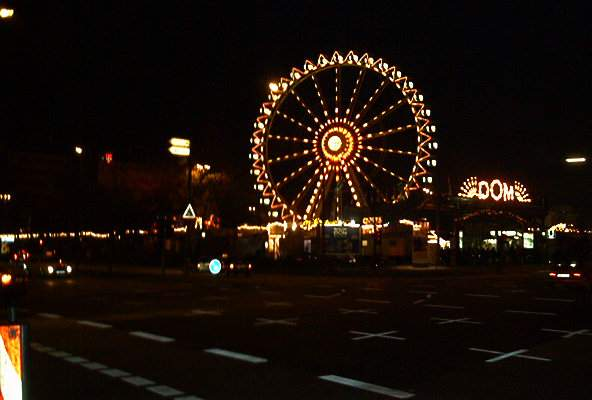
Hamburger Dom mit dem beleuchteten Riesenrad
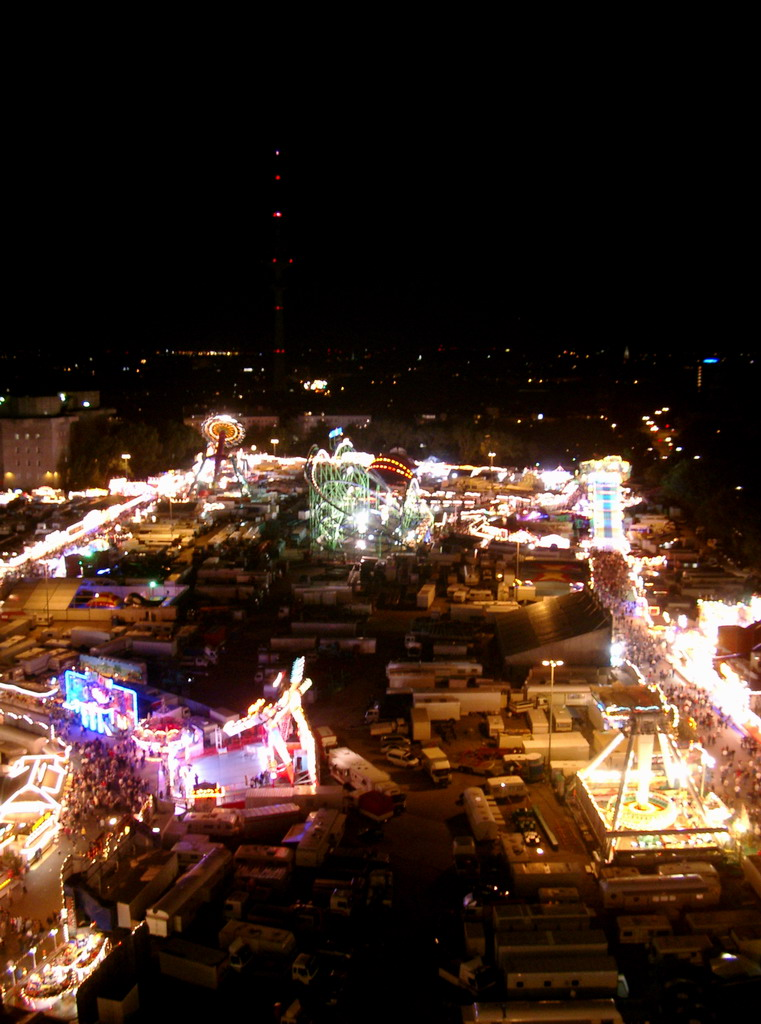
Hamburger Dom – Luftansicht
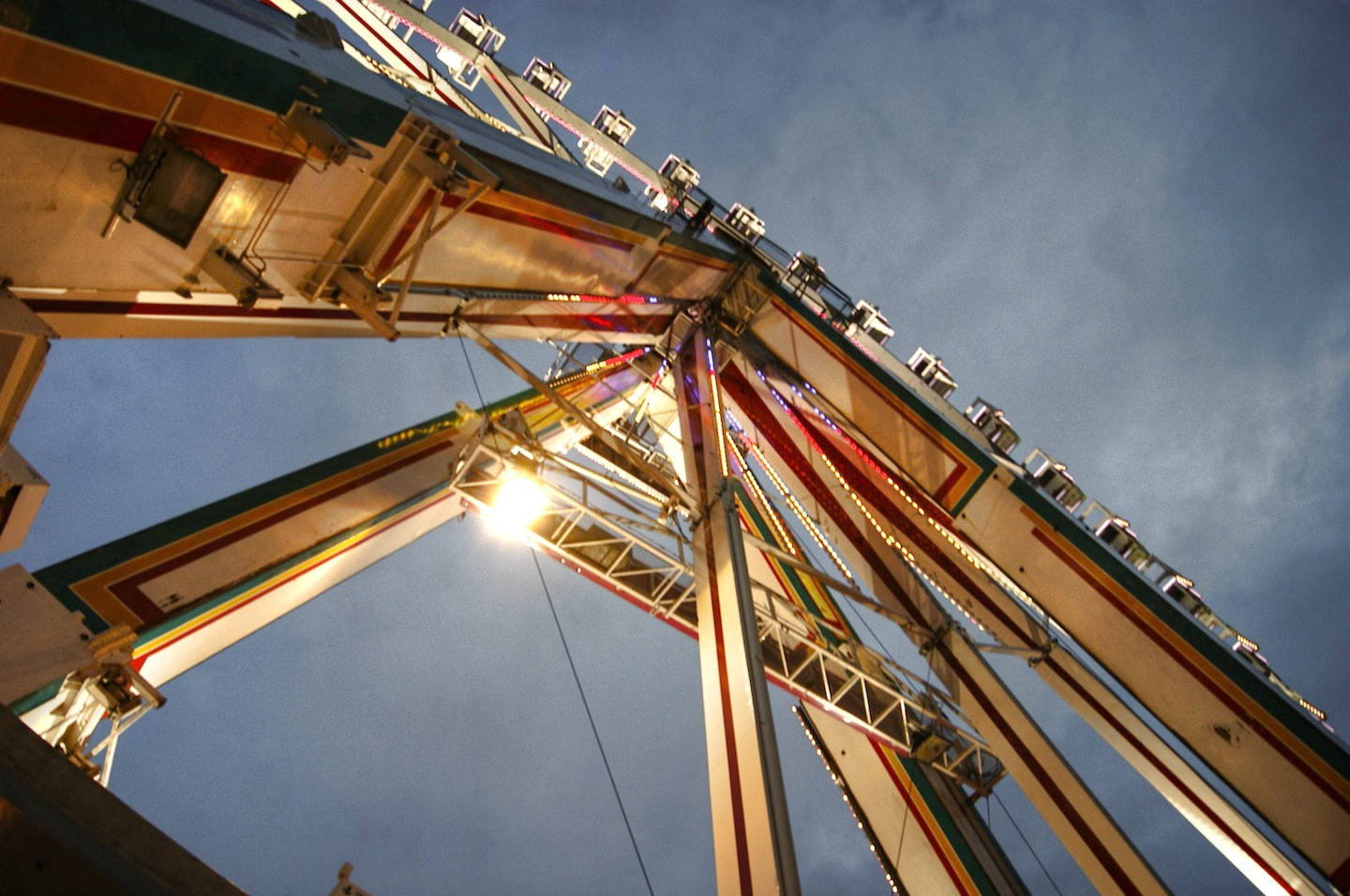
Riesenrad
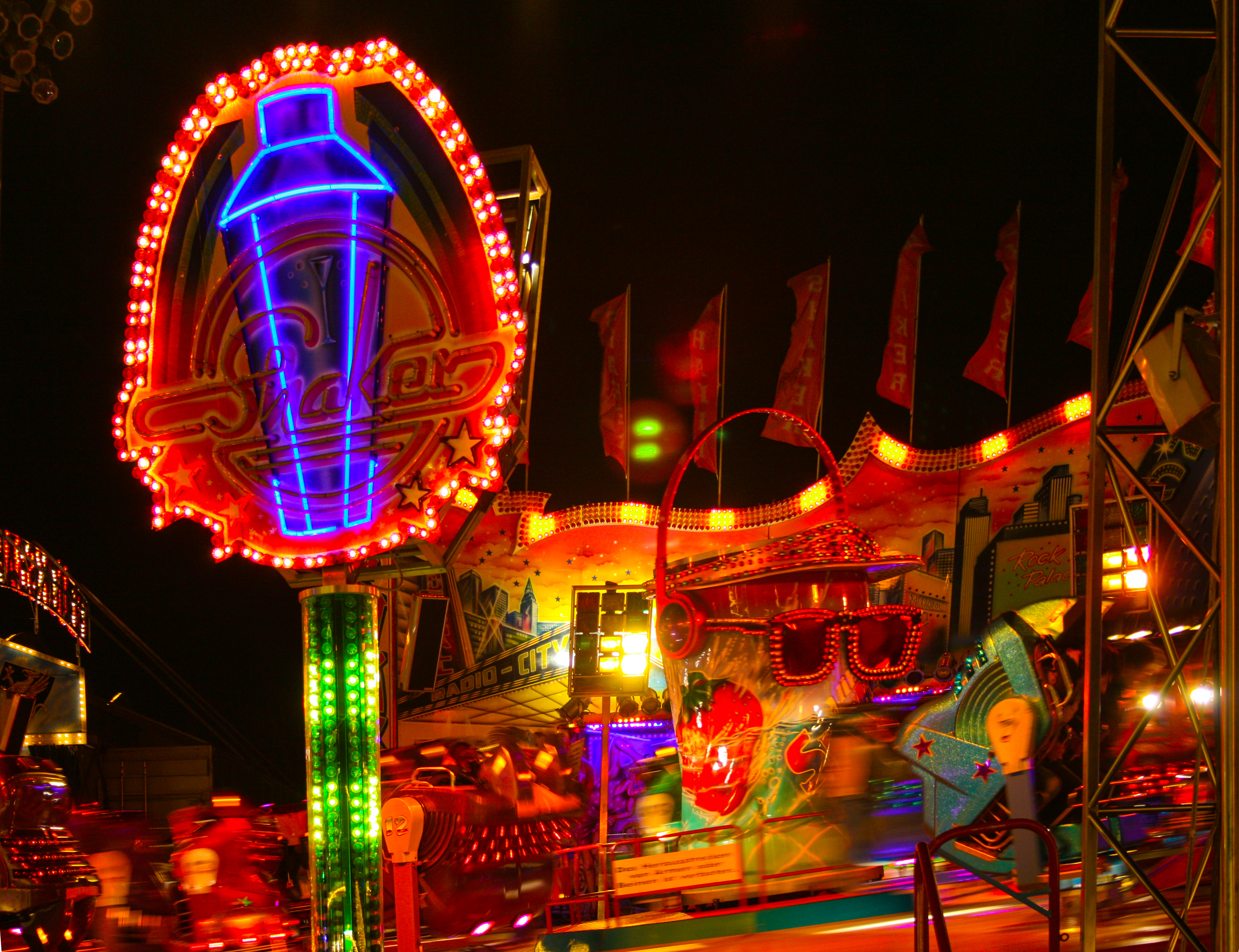
Fahrgeschäft

## Unfälle
In der Nacht vom 13. auf den 14. August 1981 ereignete sich mit einem Sky Lab ein schwerer Unfall. Bei Arbeiten an seinem Fahrgeschäft Katapult geriet der Teleskopkran des Schaustellers Norbert Witte in den Fahrbereich der Gondeln des Karussells. Es wurden sieben Menschen getötet, 15 Personen erlitten zum Teil schwere Verletzungen. Der Unfall gilt bis heute als schwerster Kirmesunfall der Nachkriegszeit. Norbert Witte wurde wegen fahrlässiger Tötung und Körperverletzung zu einer Freiheitsstrafe von einem Jahr auf Bewährung verurteilt.
Am 15. April 1984 brach bei der Achterbahn „Der Blaue Enzian“ während der rasanten Fahrt beim ersten Wagen, welcher eine Lokomotive darstellte, ein Bolzen, wodurch der Zug entgleiste. Ein Mann kam hierbei ums Leben, 18 Personen wurden verletzt.
Am 17. August 2015 wurde das 40 Meter hohe und bis zu 100 km/h schnelle Fahrgeschäft „Turbo Force“ zeitweise stillgelegt, nachdem ein Ausleger abgebrochen war und vier Menschen verletzt wurden.